# Door Kickers
Door Kickers — тактическая стратегия в реальном времени, разработанная и опубликованная компанией KillHouse Games. Игра была выпущена для Microsoft Windows 20 октября 2014 года, и для iPad и Android 24 июня 2015 года и 4 сентября 2015 года соответственно. Так же вышел сиквел игры Door Kickers 2 – Task Force North.
Игрок управляет элитным отрядом специального назначения, который противостоит преступникам и террористам.

## Игровой процесс

### Отряд
Door Kickers позволяет игроку создать отряд численностью до 10 человек, каждому из которых можно задать класс, оружие, броню и снаряжение. Каждый класс имеет уникальный набор оружия, которое подходит к определённым ситуациям и стилю игры. После успешного завершения миссии команда и отдельные её члены получают очки опыта.
На выбор доступны пять классов: Ведущий, Штурмовик, Громила, Стелс и Щитоносец. Ведущий экипирован только пистолетом, однако имеет наибольшую мобильность среди всех классов. Штурмовик может использовать автомат или пистолет-пулемёт, а Громила экипируется дробовиком. Класс Стелс позволяет игроку устранять противника бесшумно, с помощью оружия оснащённого глушителем. Щитоносец для прикрытия использует щит, и может вести огонь с помощью пистолета, при этом другое снаряжение отсутствует.
По мере роста уровня команды, игрок получает очки Доктрины, которые могут быть использованы для улучшения параметров. Повышение уровня отдельного персонажа улучшает его параметры: меткость, штурмовую стрельбу и полевые навыки.

### Кампании и одиночные миссии
В игре присутствует шесть основных кампаний, с различным количеством миссий разной сложности. По завершении уровня игрок получает до трёх "звёзд", в зависимости от успешности миссии. Звёзды используются для покупки оружия и оснащения оперативников. Одиночные миссии не входят в кампании и могут быть пройдены в любой последовательности. Так же игра поддерживает модификации и создание собственных карт.
Типы миссий выбираются из следующего списка: уничтожение противника, спасение заложника, обезвреживание бомбы, остановка казни, защита VIP, арест подозреваемого, рейд по наркоторговле и остановка ограбления.

### Игровая механика
Игра использует вид сверху. Зоны вне зоны видимости команды затеняются синим или чёрным туманом войны. В некоторых миссиях имеется несколько точек для высадки оперативников, что позволяет улучшить тактику группы.
Подтверждая своё имя, в игре часто приходится выбивать двери, однако, игра даёт несколько вариантов как это сделать. Взрывные заряды, кроме взрыва непосредственно двери, могут быть использованы для убийства противников или их оглушения. Шпионская камера позволяет увидеть картину позади двери. Светошумовые гранаты оглушают противников, с помощью отмычек можно бесшумно открыть закрытую дверь, а тазер парализует террористов. Команды 'go' используются для координации действий между оперативниками.
Так же, при наличии условий, появляются действия "надеть наручники", "спасти заложника", "обезвредить бомбу" и другие. В некоторых миссиях присутствует возможность использовать снайпера.

## Критика
| Сводный рейтинг       | Сводный рейтинг              |
| Агрегатор             | Оценка                       |
| --------------------- | ---------------------------- |
| Metacritic            | 83/100 для PC 86/100 для iOS |
| Иноязычные издания    |                              |
| Издание               | Оценка                       |
| IGN                   | 9/10                         |
| PC Gamer (US)         | 8,4/10                       |
| Русскоязычные издания |                              |
| Издание               | Оценка                       |
| Riot Pixels           | 87 %                         |
| «Игромания»           | 8,5/10                       |

### Награды
Игра получила от сайта Rock, Paper, Shotgun награду «Best Tactics of 2014»

### Продажи
Летом 2018 года, благодаря уязвимости в защите Steam Web API, стало известно, что точное количество пользователей сервиса Steam, которые играли в игру хотя бы один раз, составляет 549 148 человек.

## Сиквел
Сиквел, Door Kickers 2 – Task Force North, был анонсирован 17 января 2016 года, и вышел 4 ноября 2020 года. Игровой мир находится на Среднем Востоке и включает в себя улучшенное оружие, экипировку и более продвинутый ИИ. Так же улучшена стелс-система, за что Door Kickers иногда получала критику.

## Внешние ссылки
- inthekillhouse.com — официальный сайт Door Kickers